# BulletBoys
BulletBoys est un groupe de heavy metal américain, originaire de Los Angeles, en Californie. Il a été formé par le chanteur Marq Torien et le guitariste Mick Sweda en 1987. Ses deux premiers albums, Bulletboys et Freakshow, ont rencontré un succès commercial et critique. Chacun a été vendu à plus d'un million d'exemplaires.
Le groupe est souvent comparé à Van Halen période David Lee Roth, car Marq Torien possède une voix très proche de « Diamond Dave » et le jeu de guitare ressemble à celui d'Eddie Van Halen. Le producteur de BulletBoys, Ted Templeman, était aussi celui de Van Halen période David Lee Roth.

## Biographie
BulletBoys est formé en 1987 à Los Angeles, en Californie. Le groupe est très inspiré par AC/DC et Van Halen,, et Torien a souvent été comparé au chanteur de Van Halen, David Lee Roth,. Après avoir signé avec le label Warner Bros., le groupe publie son premier album BulletBoys en 1988, et atteint la 34e place du Billboard 200. Le groupe publie deux singles,une reprise du morceau For the Love of Money des O'Jays (30e des Mainstream Rock Chart et 78e du Billboard Hot 100), et Smooth up in Ya (23e du Mainstream Rock Chart, et 71e du Billboard Hot 100), tous les eux diffusés sur MTV. En 1993, à la suite d'un troisième album très peu convaincant, le groupe se dissout.
Le chanteur et le bassiste utilisent le nom du groupe pour sortir un nouvel album en 1995, différent du style du groupe, l'influence, ici, est plus metal alternatif. En 1998, le groupe se reforme, avec Torien et Vencent aux côtés de l'ancien batteur des Guns N' Roses Steven Adler et du futur guitariste des Guns N' Roses DJ Ashba brièvement pour une tournée américaine avec Faster Pussycat, Bang Tango et Enuff Z'nuff. En 1999, Ashba quitte le groupe pour former Beautiful Creatures avec Joe Lesté, et Adler part peu de temps après pour former Adler's Appetite en 2003. Une compilation, intitulée Burning Cats and Amputees, est publiée en 2000, chez Deadline Records.
Ils sortiront un nouvel album en 2003 et le dernier en 2009. Torien et Vincent publient le cinquième album du groupe, leur premier en sept ans, intitulé Sophie, en 2003, qui fait participer le chanteur Sebastian Bach (Skid Row). Une tournée suit avec L.A. Guns, mais est annulée à cause d'un incident avec leur chauffeur de bus. Le guitariste Keri Kelli, qui a remplacé Tracii Guns au sein des L.A. Guns, joue avec les BulletBoys. Jason Hook est, à cette période, membre des BulletBoys. En 2004, Torien tourne avec Stephen Pearcy (ex-Ratt), Joey Belladonna (ex-Anthrax), Ron Keel (Keel, Iron Horse) et Jason McMaster (Dangerous Toys, Watchtower) pour la tournée Bastards of Metal.
Le 28 août 2011, Johnny Giosa meurt lors d'un accident de voiture à Los Angeles à l'âge de 42 ans.

## Membres

### Membres actuels
- Marq Torien - chant, guitare, basse, congas (depuis 1987)
- Nick Rozz - guitare (2010–2011, depuis 2012)
- Chad MacDonald - basse, chœurs (depuis 2011)
- Anthony « Tiny » Biuso - batterie (depuis 2018)

### Anciens membres
- Joaquin Revuelta -  batterie (2016–2017)
- Shawn Duncan -  batterie (2014–2016)
- Lonnie Vencent - basse, chœurs (1987–2000, 2006, 2009–2014)
- Mick Sweda - guitare, chœurs (1987–1993, 1999–2000, 2011)
- Jimmy D'Anda -  batterie, percussions, chœurs (1987–1993, 1999–2000, 2011)
- Tony Marcus - guitare (1993–1994, 2009-2010)
- Tommy Pittam - guitare (1994–1998)
- Robby Karras -  batterie, percussions (1994–1998)
- DJ Ashba - guitare (1998–1999)
- Steven Adler - batterie, percussions (1998–1999)
- Jason Hook - guitare (2000–2002)
- Melvin Brannon II - basse (2000–2002)
- Vik Foxx -  batterie, percussions (2000)
- Brent Fitz -  batterie, percussions (2000–2001)
- Scott Taylor - basse (2002–2006)
- Keri Kelli - guitare (2002–2004)
- Denny Johnson - guitare (2004–2006)
- Michael Thomas - guitare (2006, 2007-2008)
- David Weeks - basse (2006, 2008)
- Danny Seven - batterie, percussions (2007–2008, 2008–2009)
- Danny Watts - guitare (2007–2008)
- Scott Griffin - basse (2007)
- Stephen Allan - basse (2007–2009)
- Charlie Wayne Morrill - guitare (2006–2007)
- Tory Stoffregen - guitare (2009)
- Rob Lane - basse (2009–2011 sauf pour les tournées américaines)
- Johnny Giosa -  batterie, percussions (2010, mort en 2011)
- Troy Patrick Farrell -  batterie (2010–2011)
- Chris Holmes - guitare (2011)
- Stephen Jude Mills - batterie (2012–2014)
- Ryche Green -  batterie (2005–2010, 2012–2013)

## Discographie

### Singles
| Année | Single                  | Classement | Classement   |
| Année | Single                  | US Hot 100 | US Main Rock |
| ----- | ----------------------- | ---------- | ------------ |
| 1989  | Smooth Up In Ya         | 71         | 23           |
| 1989  | For the Love of Money   | 78         | 30           |
| 1991  | Hang on St. Christopher | -          | 22           |
| 1991  | THC Groove              | -          | -            |
| 1991  | Talk To Your Daughter   | -          | -            |
| 1993  | Mine                    | -          | -            |
| 2009  | Road to Nowhere         | -          | -            |